# كاثرين ماكفارلين
كاثرين ماكفارلين (بالإنجليزية: Catharine Macfarlane)‏ (1877–1969) هي طبيبة نسائية وتوليد أمريكية أسست أحد مراكز الفحص الأولى لسرطان الرحم في الولايات المتحدة، كانت أول امرأة زميلة في كلية الأطباء في فيلادلفيا، وأول امرأة تتولى رئاسة جمعية التوليد في فيلادلفيا.

## التعليم
في سن السادسة عشرة، التحقت كاثرين ماكفارلين بجامعة فيلادلفيا عام 1893 وحصلت على بكالوريوس العلوم في علم الأحياء عام 1895. بحلول عام 1898 حصلت على شهادتها في الطب من كلية الطب النسائية في بنسلفانيا قبل أن تبدأ العمل بعد التخرج في جامعة جونز هوبكنز. تدربت ماكفارلين في مستشفى النساء في فيلادلفيا من نهاية تعليمها الطبي حتى عام 1900.

## الحياة المهنية
خلال فترة عملها كمتدربة في مستشفى النساء بفيلادلفيا شغلت ماكفارلين منصب أستاذة طب التوليد في كلية طب النساء في بنسلفانيا. بدأت بممارسة خاصة في عام 1900 واستمرت في ذلك حتى عام 1903، وفي ذلك الوقت قبلت منصبًا في كلية طب النساء في بنسلفانيا كمدربة لأمراض النساء. في عامها الأخير من الممارسة الخاصة أصبحت أول ممارس يستخدم الراديوم في علاج السرطان. بعد قبولها منصب مدرس أمراض النساء في كلية الطب النسائية في بنسلفانيا تابعت ماكفارلين دراساتها العليا في طب المسالك البولية والتوليد وأمراض النساء والأشعة بين عامي 1903 و 1905. في عام 1908 عُيِّنت رئيسة لأمراض النساء في مستشفى النساء في فيلادلفيا وفي عام 1913 قُبِلت في الكلية الأمريكية للجراحين. في عام 1922 عُيِّنت ماكفارلين أستاذًا لطب النساء في كلية طب النساء في بنسلفانيا، وشغلت هذا المنصب حتى عام 1942. وفي العام نفسه حضرت مؤتمر ولاية بنسلفانيا الأول حول تحديد النسل جنبًا إلى جنب مع مارغريت سانجر للدفاع عن حق المرأة في التصويت والحصول على وسائل منع الحمل. بعد ذلك بعامين في عام 1924 عُيِّنت كاثرين ماكفارلين رئيسًا لأمراض النساء والتوليد في مستشفى فيلادلفيا العام وقبلت منصب أستاذة أبحاث أمراض النساء في كلية الطب النسائية في بنسلفانيا والتي ظلت فيه حتى وفاتها. في عام 1938 شاركت ماكفارلين في تأسيس مشروع أبحاث مكافحة السرطان في كلية الطب النسائية في فيلادلفيا. في نفس العام تلقت منحة من لجنة الأبحاث السريرية التابعة للجمعية الطبية الأمريكية لإنشاء عيادة أبحاث السرطان والوقاية منها، حيث افتتحت إلى جانبها أول برنامج للكشف عن سرطان الرحم في الولايات المتحدة. في عام 1962 قرب نهاية حياتها المهنية، بدأت ماكفارلين البحث عن فحوصات الثدي الذاتية مع قسم فيلادلفيا لجمعية السرطان الأمريكية.

## الإرث والتكريم
في عام 1936 عُيِّنت ماكفارلين رئيسًا للجمعية الوطنية للنساء الطبيات، والتي أعيدت تسميتها لاحقًا باسم جمعية الطبيبات الأمريكية. بعد عام -أي في عام 1937- عُيِّنت في منصب نائب رئيس الجمعية الطبية النسائية الدولية التي شغلته حتى عام 1947. وفي العام نفسه -عام 1947- انتهت فترة عملها التي دامت خمس سنوات كرئيسة للجنةالسرطان في جمعية فيلادلفيا الطبية. عملت ماكفارلين كرئيس لجمعية التوليد في فيلادلفيا من عام 1943 إلى عام 1944.
في عام 1948 كانت ماكفارلين أول امرأة تحصل على جائزة ستريتماتر. وفي عام 1949 حصلت على جائزة جيمبل للخدمة الإنسانية. في عام 1951 مُنحت ماكفارلين جائزة لاسكر للأبحاث الطبية السريرية عن تطبيقاتها في الطب الوقائي للسيطرة على السرطان. في عام 1953 مُنحت ماكفارلين جائزة ماري سيلبرمان السنوية الأولى لعملها في الوقاية من السرطان.